# Манол Манолов
Манол Томов Манолов (болг. Манол Томов Манолов, 4 серпня 1925, Софія — 16 грудня 2008, Софія) — болгарський футболіст, що грав на позиції захисника, зокрема за ЦДНА (Софія), з яким 12 разів ставав чемпіоном Болгарії, а також за національну збірну Болгарії.
По завершенні ігрової кар'єри — тренер. Тричі приводив той же софійський ЦСКА до перемоги у національній першості. 

## Клубна кар'єра
У дорослому футболі дебютував 1942 року виступами за софійську команду «Устрем», а за два роки перейшов до столичного «Септемврі».
1948 року «Септемврі» стала однією із софійських команд, злиттям яких було утворено клуб «Септемврі при ЦДВ», який невдовзі трансформувався у клуб Народної армії Болгарії, у наступному відомий протягом багатьох років як ЦДНА (Софія). У першому ж сезоні після утворення клуб став чемпіоном Болгарії 1948 року. Загалом протягом п'ятнадцяти сезонів, проведених у складі софійських «армійців» Манолов ставав у їх складі чемпіоном Болгарії 12 разів. Завершив професійну кар'єру футболіста по завершенні чергового переможного для його команди сезону 1961/62.

## Виступи за збірну
1950 року дебютував в офіційних матчах у складі національної збірної Болгарії. Загалом протягом кар'єри у національній команді, яка тривала 12 років, провів у її формі 57 матчів, забивши 1 гол.
Був учасником трьох олімпійських футбольних турнірів — на Олімпіадах 1952, 1956 і 1960 років. На турнірі 1956 року став у складі болгарської футбольної збірної бронзовим олімпійським призером.

## Кар'єра тренера
Розпочав тренерську кар'єру невдовзі по завершенні кар'єри гравця, 1965 року, очоливши тренерський штаб клубу «Бероє», з яким працював протягом сезону.
1969 року став головним тренером команди ЦСКА (Софія), у якій провів основну частину ігрової кар'єри. Тренував армійців із Софії шість років. Тричі поспіль, у 1971—1973 роках приводив їх до золотих нагород болгарської футбольної першості.
У 1979–1980 роках працював у Греції з командою «Аполлон Смірніс», після чого деякий час провів на батьківщині тренуючи софійську «Славію», а згодом тренува грецькі «Етнікос» (Пірей) та «Пансерраїкос».
Останнім місцем тренерської роботи Манолова був його рідний ЦСКА (Софія), головним тренером команди якого він був з 1984 по 1985 рік.
Помер 16 грудня 2008 року на 84-му році життя у Софії.

## Титули і досягнення

### Як гравця
- Чемпіон Болгарії (12):

ЦДНА (Софія): 1948, 1951, 1952, 1954, 1955, 1956, 1957, 1958, 1958/59, 1959/60, 1960/61, 1961/62
- Володар Кубка Болгарії (5):

ЦДНА (Софія): 1951, 1954, 1955, 1959–60, 1960–61
- Бронзовий олімпійський призер: 1956

### Як тренера
- Чемпіон Болгарії (3):

ЦСКА (Софія): 1970/71, 1971/72, 1972/73
- Володар Кубка Болгарії (3):

ЦСКА (Софія): 1971–72, 1972–73, 1974–75